# باش گوینوک
باش گوینوک (به لاتین: Baş Göynük) یک منطقه مسکونی در جمهوری آذربایجان است که در شهرستان شکی واقع شده است. باش گوینوک ۶۹۹۴ نفر جمعیت دارد.